# ATR 42

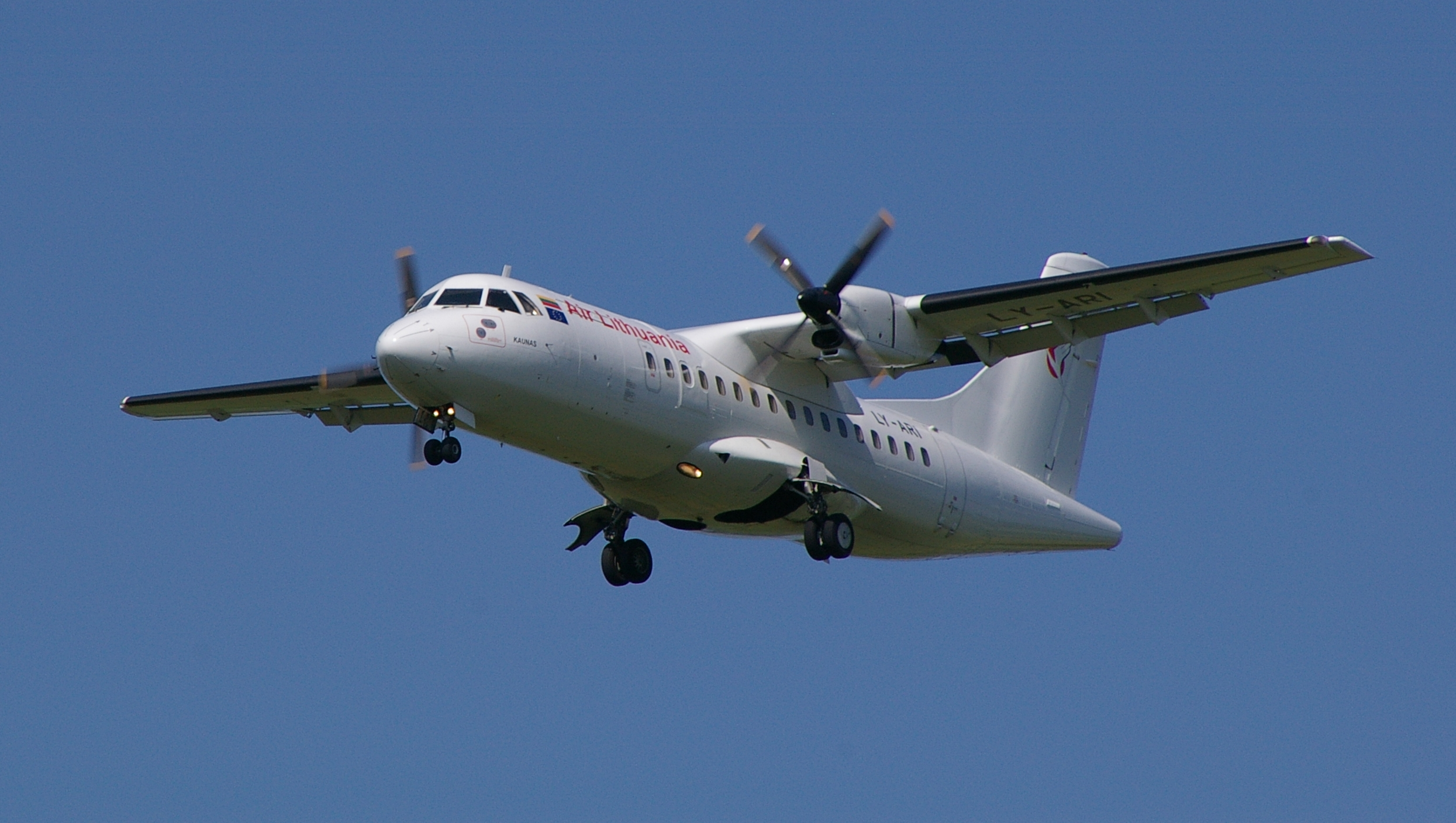
ATR 42

De ATR 42 is een tweemotorig turboprop-verkeersvliegtuig van Avions de Transport Regional (ATR). De ATR 42 is ATR's eerste vliegtuig, gelanceerd in oktober 1981. Op 16 augustus 1984 vlogen twee prototypes voor het eerst. Certificatie werd verleend door de Franse en Italiaanse autoriteiten in september 1985. Op 9 december 1985 werd het eerste toestel in gebruik genomen.
De eerste versie van de ATR 42, de ATR 42-300 was de standaardproductielijn van de ATR 42 familie tot 1996. De ATR 42-300 heeft meer laadcapaciteit en een hoger maximaal startgewicht dan de prototypes. Een variant van de ATR 42-300 is de ATR 42-320 (ook productie tot 1996). Deze verschilt met name van de -300 versie door de sterkere Pratt & Whitney PW-121-motoren voor een betere prestatie in hete en hooggelegen gebieden. Dan is er nog de ATR 42 Cargo (ook gebaseerd op de -300 versie), die snel is om te bouwen van passagiersversie naar vrachtversie of andersom.
Een echt verbeterde versie is echter de ATR 42-500. Dit toestel heeft een herzien interieur en sterkere PW-127E-motoren voor een hogere kruissnelheid (565 km/h (305 kn)) die zesbladige propellers aandrijven. Verder een maximum bereik van 1850 km, een EFIS-cockpit, het heeft de richting- en hoogteroeren van de verlengde ATR 72, plus een nieuw remsysteem en landingsgestel en verlengde vleugels en romp voor hogere gewichten. De eerste ATR 42-500 werd afgeleverd in oktober 1995.

## Prestaties
ATR 42-300

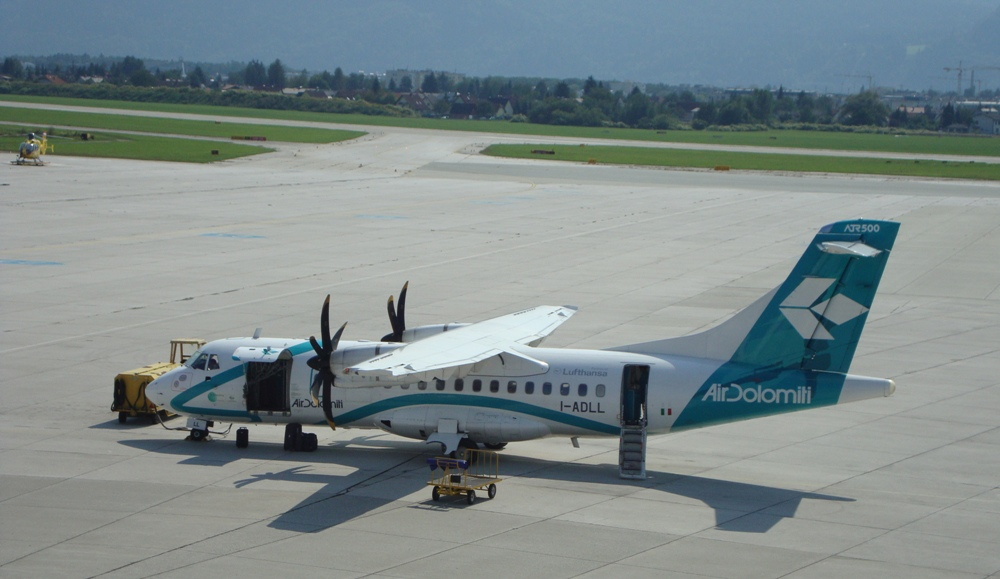
ATR 42-500

- Maximale kruissnelheid: 490 km/h - 265 kn
- Efficiënte kruissnelheid: 450 km/h - 243 kn
- Maximaal bereik: 5040 km[bron?]

ATR 42-320
- Maximale kruissnelheid: 498 km/h - 269 kn
- Efficiënte kruissnelheid: 450 km/h - 243 kn
- Maximaal bereik: 5040 km[bron?]

ATR 42-500
- Kruissnelheid: 563 km/h - 304 kn
- Maximaal bereik 1850 km

## Andere informatie
- Passagiers: 50 maximaal, typische configuratie voor 42 bij een stoelruimte van 81 cm.
- Bemanning: 4 (2 stewards/stewardessen)
- Laadruimte Cargo versie: 9 kisten met maximaal 800 kg vracht
- Lengte: 22,67 m
- Spanwijdte: 24,57 m
- Hoogte: 7,59 m
- Vleugelopp.: 54,5 m²
- Leeg gewicht:
  - 10.285 kg (ATR 42-300)
  - 10.290 kg (ATR 42-320)
  - 11.250 kg (ATR 42-500)
- Max. startgewicht:
  - 16.700 kg (ATR 42-300/-320)
  - 18.600 kg (ATR 42-500)